# Sclerophrys poweri
Sclerophrys poweri és una espècie de gripau de la família dels bufònids.
Va ser descrit com Bufo poweri per John Hewitt el 1935. Va ser reclassificat el 2006 en el gènere Amietophrynus i una segona vegada el 2016 en el gènere del Sclerophrys.
Viu sabanes obertes o boscoses, veld, valls fluvials i zones agrícoles. Cria en aigües temporals i, de vegades, basses artificials.

## Distribució
Habita a Angola, Botswana, Namíbia i Sud-àfrica. El seu hàbitat inclou sabanes seques, zones seques d'arbustos tropicals o subtropicals, prades, pantans, aiguamolls d'aigua dolça, corrents intermitents d'aigua dolça, terra arable, terres de pastures i estanys. De vegades es confon amb Sclerophrys garmani.